# Albert Espinosa
Albert Espinosa i Puig (nascido em Barcelona, 5 de novembro de 1973), é um ator, escritor, dramaturgo e cineasta espanhol.

## Ligações Externas
- Web oficial de Albert Espinosa
- Filmografía de Albert Espinosa
- Encuentro digital con Albert Espinosa y Juan José Ballesta
- Albert Espinosa debuta como director de cine adaptando dos de sus obras, Barcelona Metrópolis, invierno de 2008.